# المرآة المتصدعة (فلم)
المرآة المتصدعة (بالإنجليزية: The Mirror Crack'd) فيلم غموض بريطاني لعام 1980 استنادًا إلى رواية أجاثا كريستي المرآة المتصدعة (1962). وقد تم تصوير مشاهد الفيلم في استوديوهات تويكنهام، في تويكنهام، في لندن، في المملكة المتحدة.

## طاقم التمثيل
- أنجيلا انسبوري بدور الآنسة جين ماربل
- كيم نوفاك بدور لولا بروستر
- إليزابيث تايلور بدور مارينا رود
- روك هدسون بدور جيسون رود
- توني كيرتس بدور مارتن فين
- جيرالدين شابلن بدور إيلا زيلينسكي
- تشارلز غراي بدور بيتس
- إدوارد فوكس بدور المفتش كرادوك

## وصلات خارجية
- مقالات تستعمل روابط فنية بلا صلة مع ويكي بيانات